# Zaroúchla
Zaroúchla, en grec moderne : Ζαρούχλα, est un village du dème d'Égialée, dans le district régional d'Achaïe, en Grèce. 
Selon le recensement de 2011, la population de Zaroúchla compte 119 habitants. 